# Lydia Alsterberg
Lydia Anna Elvira Alsterberg, född 19 oktober 1902 i Falu Kristine i Dalarna, död 23 april 1983 i Rättvik i Dalarna, var en svensk häcklöpare som tävlade för klubben IFK Gävle.